# وتل ذهب
وتل ذهب بلدة تقع على بعد 30 كم من حمص من الناحية الشمالية الغربية و30 كم عن مصياف من ناحية الجنوب و30 كم من الرستن من ناحية الشرق و30 كم من حماه من الناحية الجنوبية الشرقية، لذلك هي عقدة مواصلات هامة.
سكانها مسلمون سنة شوافع وسلفيون.